# Josef Löschnig
Josef Löschnig (slowenisch Jožef Lešnik; * 18. März 1872 in Altendorf bei St. Johann am Draufelde (slowenisch Starše, Untersteiermark); † 24. Oktober 1949 in Wien) war ein österreichischer Landesobstbauinspektor und Hofrat. Als Autor veröffentlichte er zahlreiche Bücher zum Thema Obst-, Wein- und Gartenbau. Als hervorragender pomologischer Sortenkenner wird er oft als der 'Altmeister des österreichischen Obstbaus' bezeichnet.

## Leben

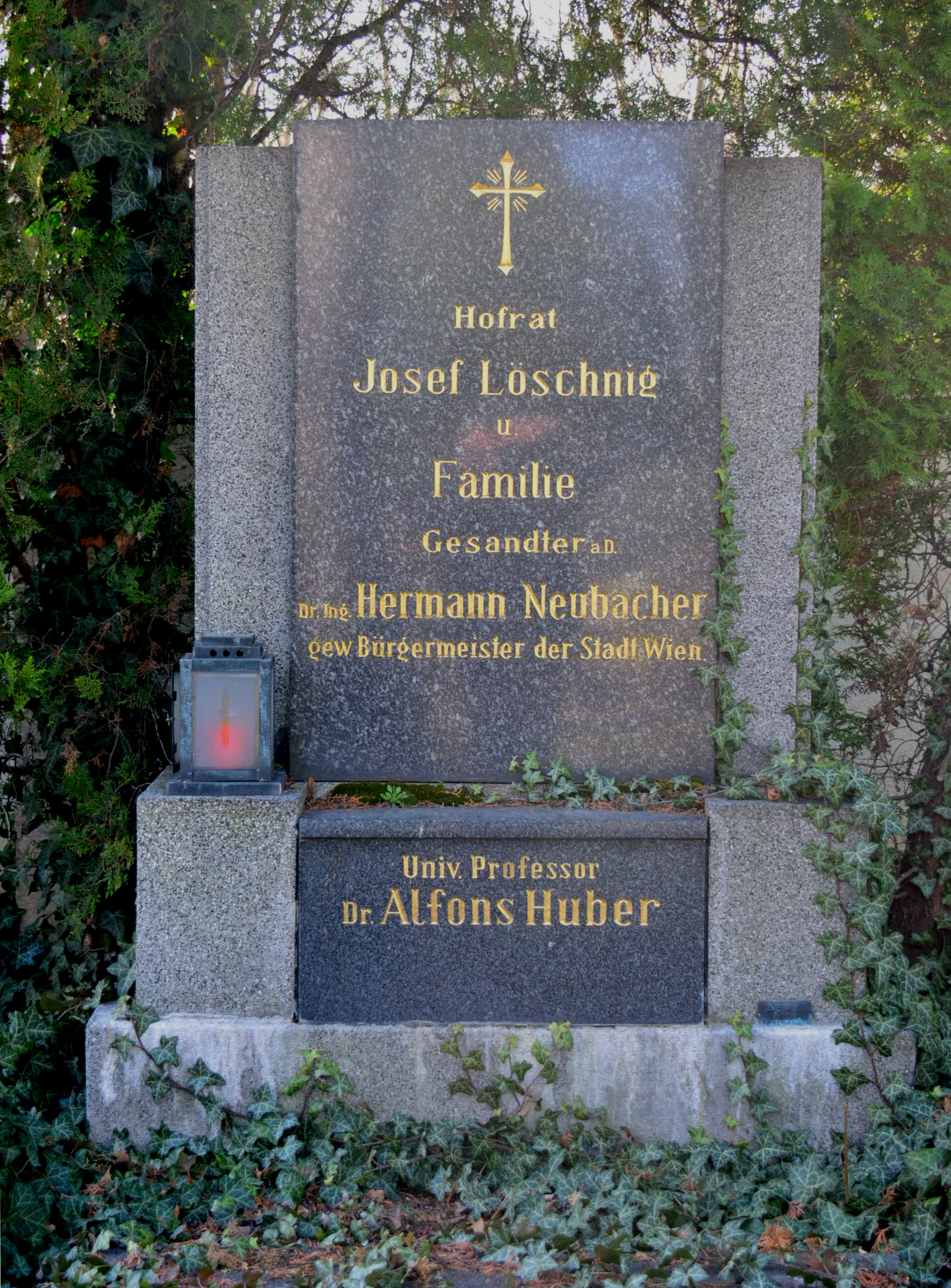
Grab von Josef Lösching und Hermann Neubacher auf dem Friedhof von Münchendorf in Niederösterreich

Josef Löschnig besuchte die Landesackerbauschule in Grottenhof-Hardt in Thal in der Nähe von Graz. Nach dem Abschluss schrieb er sich als außerordentlicher Hörer an der Hochschule für Bodenkultur in Wien ein.
Löschnig arbeitete zunächst als Wirtschaftsadjunkt auf verschiedenen steirischen Gütern. 1894 wurde er Fach- und Wanderlehrer an der Wein- und Obstbauschule in Marburg an der Drau, ab 1898 war er als Fachlehrer an der Landes-Wein- und Obstbauschule in Krems tätig.
1904 wurde er zunächst zum provisorischen, 1905 zum ordentlichen Landesobstbauinspektor ernannt. Ab 1918 war er außerdem als Konsulent für Obst- und Gemüsebau im Ackerbauministerium tätig.
1921 wurde er zum Vorreferent für Obstbau ernannt. Nach der Gründung der niederösterreichischen Landwirtschaftskammer wurde er 1922 Direktor des Wein-, Obst- und Gartenbaureferates.
1923 wurde ihm der Titel eines Regierungsrates, 1925 der eines Hofrates verliehen. 1934 unternahm er eine Studienreise nach Amerika, auf der er besonders die dortigen Weinbaugebiete besuchte. Seine Eindrücke publizierte er im Folgejahr Im Auftrag des Verbandes der Weinbautreibenden Österreichs sowie der Gemeinschaft Österreichischer Obstzüchter.
1938 trat er in den Ruhestand ein, blieb aber bis ins hohe Alter engagiert im Obst- und Weinbau und veröffentlichte als Autor weiterhin zahlreiche Fachbücher über Obst- und Weinbau. 1949 starb er in Wien im Alter von 77 Jahren.
Josef Löschnig setzte sich vor allem für die Wiederbelebung des nach dem Ersten Weltkrieg stark in Mitleidenschaft gezogenen österreichischen Weinbaues ein. Den Obstbau förderte er durch die Anlage neuer Baumschulen und ließ in Niederösterreich mehrere Musterobstgärten anlegen. Ein besonderes Augenmerk Löschnigs galt auch der Obstverwertung. Zur Förderung der Absatzmöglichkeiten des Obstes gründete er in Münchendorf eine Obstverwertungsgesellschaft, die er mehrere Jahre lang selbst leitete. Hier wurden vor allem Obstsäfte und -weine sowie Trockenobsterzeugnisse produziert und vermarktet.
Er förderte das landwirtschaftliche Ausstellungswesen, indem er sich für die Etablierung und den Ausbau land- und forstwirtschaftlichen Musterschauen auf der Wiener Messe einsetzte.
Löschnig war in zahlreichen Vereinigungen und Gesellschaften aktiv. So war er mehrere Jahre Geschäftsführer der österreichische Obstbau- und Pomologengesellschaft, Präsident des Landesobstbauverbandes für Niederösterreich sowie Gründungsmitglied des niederösterreichischen Gartenbauvereins.
1903 gründete er die Zeitschrift Der Obstzüchter, deren Herausgeber er bis 1918 war. Von 1918 bis 1922 gab er diese Zeitschrift, die in dieser Zeit den Titel Zeitschrift für Garten- und Obstbau trug, in Zusammenarbeit mit der österreichischen Gartenbaugesellschaft heraus. Von 1922 bis 1938 war Josef Löschnig außerdem der Hauptschriftleiter der Zeitschrift Die Landwirtschaft, dem Organ der niederösterreichischen Landwirtschaftskammer.
Löschnig erreichte über seine zahlreichen und weit verbreiteten Bücher zu den Themen Obst- und Weinbau, in denen er vor allem Wert auf die Vermittlung praxisrelevanten Wissens legte, große Bekanntheit. Viele Werke wurden mehrmals neu aufgelegt.
In Josef Löschnigs Nachlass befand sich auch seine private Büchersammlung, die Löschnig im Lauf der Jahre zusammen getragen hatte. Die etwa 1000 Bände, darunter zahlreiche Raritäten aus dem Gebiet der Obstsortenkunde (Pomologie), umfassende Löschnig-Bibliothek wurde im Jahr 1961 durch die Bibliothek der Höheren Bundeslehranstalt für Wein- und Obstbau Klosterneuburg angekauft.

## Ehrungen

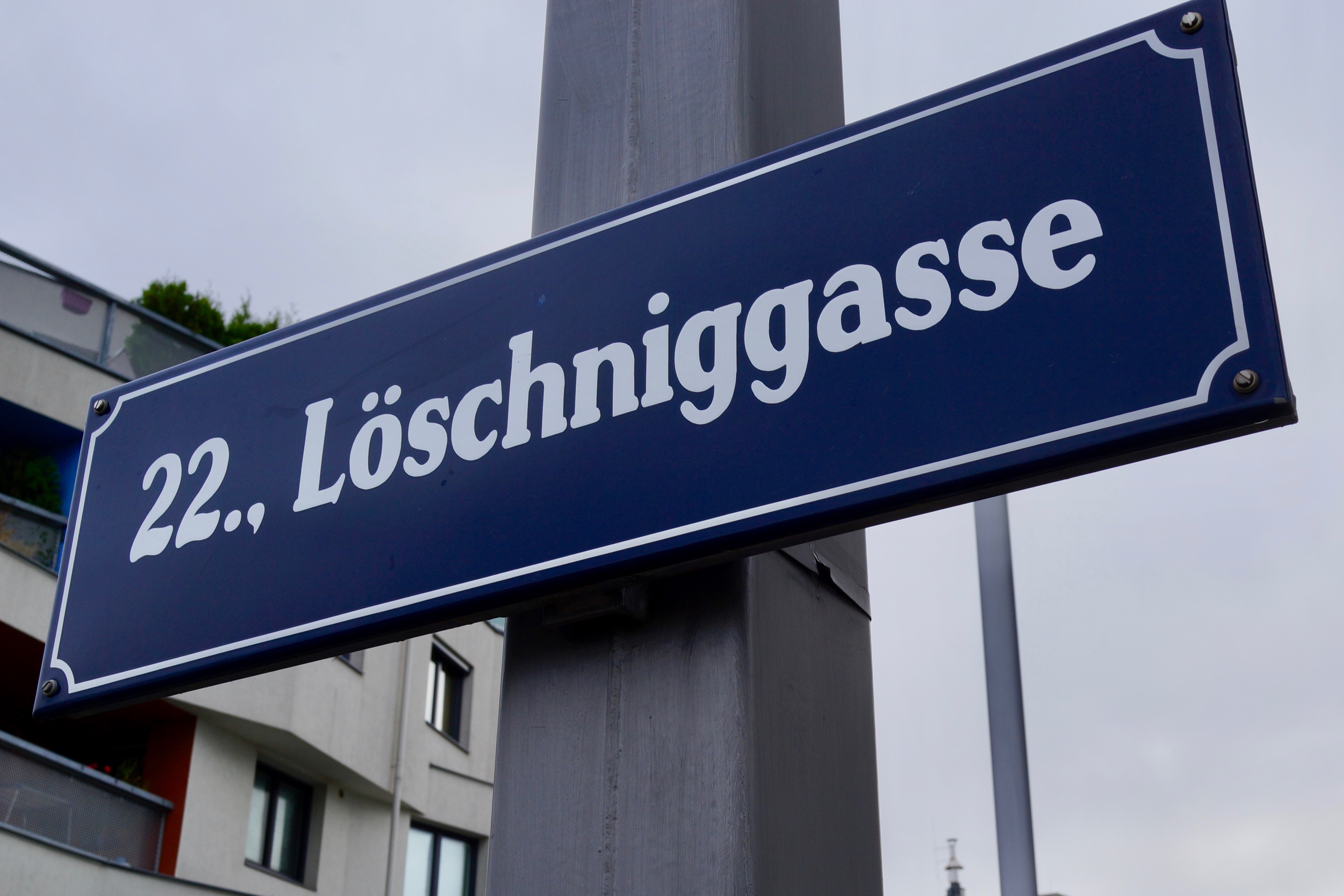
Löschniggasse, 22. Bezirk, Donaustadt, Wien

Josef Löschnig soll zu den besten pomologischen Obstsortenkennern seiner Zeit gezählt haben und wird oft als der 'Altmeister des österreichischen Obstbaus' bezeichnet.
1932 wurde ihm zu Ehren die Löschnig-Stiftung gegründet, die sich für die Förderung der studentischen Nachwuchses einsetzt.
Josef Löschnig zu Ehren wurde 1972 die Löschniggasse im Wiener Stadtteil Donaustadt benannt.

## Werke
- Praktische Anleitung zum rationellen Betriebe des Obstbaues., herausgegeben vom Landes-Obstbau-Vereine für Niederösterreich, 1901; 7. Auflage 1946
- Der Frischverkauf des Obstes: Anleitung zur Ernte, zum Sortieren, Verpacken und Aufbewahren des Obstes. Verlag Eugen Ulmer, 1907
- Das Einkochen des Obstes im bürgerlichen Haushalte. 1910
- Die Obstweinbereitung. 1911
- Die Wühlmaus, ihre Lebensweise und Bekämpfung. 1912
- Josef Löschnig, H. M. Müller, Heinrich Pfeiffer: Empfehlenswerte Obstsorten (Normalsortiment für Niederösterreich). 2 Bände, Band I: Äpfel. 40 Tafeln / Band II: Birnen. 38 Tafeln (Aquarelle von L. Stricker) (Hrsg.) Landes-Obstbauverein für Niederösterreich, Verlag W. Frick, Wien 1912 bzw. 1914, 177 Seiten
- Die Mostbirnen. Beschreibung der in Österreich am häufigsten angepflanzten Mostbirnensorten. Herausgegeben mit Unterstützung des K.K. Ackerbauministeriums von der Österreichischen Obstbau und Pomologen-Gesellschaft. Bearbeitet unter Mitwirkung von Mitgliedern der Gesellschaft durch den Geschäftsleiter Josef Löschnig. F. Sperl, Wien 1913
- Die Fruchtbranntweine und ihre Bereitung. Band 118 der Buchreihe Scholle-Bücherei, 1923; 3. Auflage 1946
- Obstbau-Ertragsbuch, eine Buchführung samt Anleitung für Obstgartenbesitzer. Band 125 der Buchreihe Scholle-Bücherei, 1924
- Anleitung zur Herstellung und Behandlung der Obstweine: Gärmoste und Süßmoste., Band 119 der Buchreihe Scholle-Bücherei, 1924, 6. Auflage 1947
- Pflanzung und Pflege der Obstbäume und Beerensträucher. Praktische Anleitung zur Durchführung der wichtigsten Arbeiten im Obstbau. Band 113 der Buchreihe Scholle-Bücherei, 15. Auflage 1948
- Frostschäden und Frostschutz in der Landwirtschaft mit besonderer Berücksichtigung des Weinbaues. Scholle-Verlag, 1928
- Das Verjüngen und Umpfropfen älterer Obstbäume. Band 1 der Reihe Obstbau-Bücherei. 1929
- Winterfrostschäden an Obstbäumen 1928/29. 1930
- Drahtrahmenkultur. Eine wichtige arbeitswirtschaftliche Maßnahme im Weinbau. 1931
- 40 Tage Nordamerika: Wahrnehmungen und Eindrücke einer Studienreise nach U.S.A. Herausgegeben vom Hauptverband der Weinbautreibenden Österreichs und der Gemeinschaft Österreichischer Obstzüchter, 1935
- Unsre Marillen-(Aprikosen-)Sorten. 1943
- Schädlinge im Obstbau und ihre Bekämpfung, gemeinsam mit Gustav Köck und Karl Miestinger, Scholle-Verlag, 1931 * Die Bewertung der Obstgehölze. Frick-Verlag, 1947
- Die Verwertung von Obst und Gemüse im Haushalte. Verlag A. Hartleben, 1947
- Obsternte trotz Spätfrost bei guten Frostschutzmaßnahmen. Band 112 der Buchreihe Scholle-Bücherei, 1947
- Verbesserung der Obstsorten, Bastarde, Mutationen, Zwillingsfrüchte, Chimären, Xenien, Luther Burbanks und J. W. Mitschurins Erkenntnisse. Band 187 der Buchreihe Scholle-Bücherei, 1948
- Krankheiten und Schädlinge im Obstbau und ihre Bekämpfung. gemeinsam mit L. Fulmek, Band 110 der Buchreihe Scholle-Bücherei, 6. Auflage 1948
- Frucht-Branntweine und ihre Bereitung: mit einem Anhang aus den Vorschriften über die Brantweinerzeugung von E. Hartmann. Scholle-Verlag, 1948
- Die Marille (Aprikose) und ihre Kultur. zusammen mit Fitz Passecker, 1954